# Colima-kartellet
Colima-kartellet (Cártel de Colima), er en kriminel organisation som driver narkotikahandel. Kartellet er kendt for at omsætte store mængder efedrin gennem kontakter i Thailand og Indien.
| Kriminalitet | Spire Denne artikel om kriminalitet er en spire som bør udbygges. Du er velkommen til at hjælpe Wikipedia ved at udvide den. |